# Chevillon (Haute-Marne)
Chevillon is een gemeente in het Franse departement Haute-Marne (regio Grand Est). De plaats maakt deel uit van het arrondissement Saint-Dizier. Chevillon telde op 1 januari 2022 1.277 inwoners.

## Geografie
De oppervlakte van Chevillon bedroeg op 1 januari 2022 36,9 vierkante kilometer; de bevolkingsdichtheid was toen 34,6 inwoners per km².

## Demografie
Onderstaande figuur toont het verloop van het inwonertal (bron: INSEE-tellingen).